# アングレーム
アングレーム（Angoulême）は、フランス・シャラント県のコミューン。

## 地理
シャラント川の湾曲部を見下ろす高台の上にアングレームはある。

## 歴史

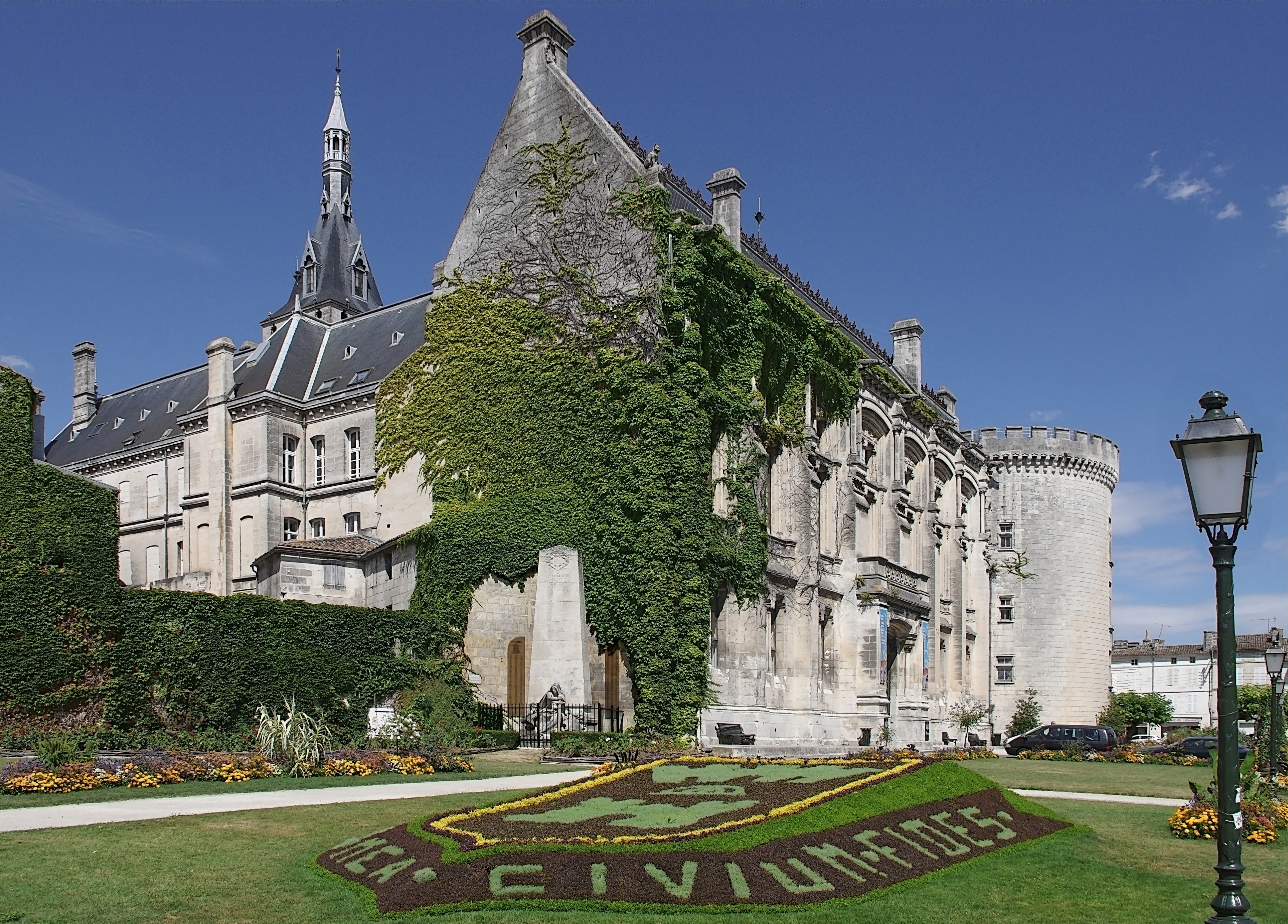
アングレームの市役所

アングレームは古代ローマ以前から知られていた地である。墓地からの発掘物によって、丘の上にはオッピドゥムがあり、イクリスマ（Iculisma）という名であったことがわかっている。
ローマ詩人アウソニウスは、イクリスマはローマの主要街道に面しておらず、小さな町だとみなしていた。ローマ時代の記念物はないが、パックス・ロマーナ時代、イクリッシマはシャラント川の水上貿易で繁栄していた。川を見下ろす岩の露頭は戦略的要所とみなされ、3世紀終わりから4世紀にかけての時期にチヴィタスの地位に格上げされた。最初に築かれた砦はローマ時代末期のものである。
アングレーム初代司教となったのは、3世紀の聖オーソヌである。行政都市としての重要性から、6世紀には宮廷がおかれたこともあった。
アリウス派を信仰する西ゴート族に占領された後、ヴイエの戦いを制したクローヴィス1世は507年にイクリスマを包囲して落とした。
848年、ヴァイキングの首領ハスティング（fr）がアングレームを略奪した。896年または930年にもヴァイキング来襲があったが、アングレーム伯ギヨーム1世の抵抗が功を奏した。この戦いで、ギヨーム1世は見事な一撃（magistral coup de taille）で、ヴァイキング首領ストニウスの兜と胸当て、腰を切断した。彼はタイユフェル（Taillefer）の別名を得て、ジョン王妃イザベラ・オブ・アングレームに至るまでの子孫は全員タイユフェルの名を名乗った。
中世にはアングレーム伯領の中心都市であり、アングーモワ州の中心でもあった。1204年5月18日にイングランド王ジョンから都市としての特許状を得た。2004年には800年祭が行われた。
1308年、最後のアングレーム領主ギー・ド・リュジニャンが死ぬと、アングレームはフランス王領となった。
中世にはまた、フランス王家親王采地の一つであり、同地を治めていたヴァロワ家傍系のヴァロワ＝アングレーム家出身のフランソワ1世が国王として即位した後、アングレーム領主は伯爵から公爵に昇爵された。のちのフランス王アンリ3世は幼少時にアングレーム公爵を称した。またルイ16世とマリー・アントワネットの娘であるマリー・テレーズは従兄のアングレーム公ルイ・アントワーヌと結婚し、アングレーム公爵夫人と称された。
フランス革命期、コミューンは名称をモンターニュ＝シャラント（Montagne-Charente）と改名させられた。

## 人口統計
| 1962年 | 1968年 | 1975年 | 1982年 | 1990年 | 1999年 | 2006年 | 2011年 |
| ------ | ------ | ------ | ------ | ------ | ------ | ------ | ------ |
| 48190  | 47822  | 47221  | 46197  | 42876  | 43171  | 42096  | 41776  |

参照元:1999年までEHESS、2004年以降INSEE

## アングレーム出身の人物
- マルグリット・ド・ナヴァル - ナバラ王国の王妃
- シャルル・ド・クーロン - 物理学者
- モーリス・デュヴェルジェ - 学者
- アマンジーヌ・ブルジョワ - 歌手
- アドリエン・シウバ - サッカー選手

## 姉妹都市
- バリー、イギリス
- シクティミ、ケベック州、カナダ
- ゲレンジク、ロシア
- ヒルデスハイム、ドイツ
- ホフマンエステイツ、イリノイ州、アメリカ合衆国
- セグー, マリ共和国
- トゥルダ、ルーマニア
- ビトリア＝ガステイス、スペイン